# Gare de Melloussa
La gare de Melloussa est une gare ferroviaire de l'ONCF située sur la commune de Melloussa au Maroc.